# محمية رأس عشيرج
محمية رأس عشيرج محمية طبيعية قطرية، تقع في الشمال الغربي لقطر. تقدر مساحتها بحوالي 12 كيلو متر مربع. يعيش بها أكثر من 2500 غزال من عدة أنواع أهمها الريم والعفري والأدمي إلي بعض الوعول.